# Apoštolský exarchát v Německu a Skandinávii
Apoštolský exarchát v Německu a Skandinávii ((latinsky) Exarchatus Apostolicus Germaniae et Scandiae, (ukrajinsky) Апостольський екзархат у Німеччині та Скандинавії Української греко-католицької церкви) je apoštolským exarchátem Ukrajinské řeckokatolické církve se sídlem v Mnichově, kde se nachází chrám P. Marie a sv. Ondřeje. Jeho jurisdikce zahrnuje celé Německo, Dánsko, Švédsko, Norsko a Finsko. Je bezprostředně podřízen Svatému stolci.

## Historie
Apoštolský exarchát pro německo byl zřízen v roce 1959, v roce 1984 byla jeho působnost rozšířena i na skandinávské země.